# آرثر بالدر
يعتبر آرثر بالدر (أليكانتي، 14 أغسطس 1974) مخرجا سينمائيا وكاتبا أمريكيا من أصل إسباني.
اشتهر آرثر بالدر بسلسلة ساجا تويتوبورغ وهي سلسلة كتب من الخيال العسكري تدور أحداثها في الإمبراطورية الرومانية القديمة إبان الحروب الدائرة في الحدود الجرمانية وفي سياق معركة غابة تويتوبورغ كما غطت السلسلة الفترة الثانية من غزو جرمانيا والحملات المتوالية من قبل سلالة جوليو كلاوديان. إلى اليوم، تم نشر أربعة كتب ضمن هذه السلسلة والتي تعتبر من أطول وأشمل كتب الخيال التي خصصت للبطل الجرماني أرمينيوس الشيروسكي.
من كتاباته أيضا، نجد سلسلة أخبار فيدوكند، حيث ركز على الدوق الساكسوني المتمرد فيدوكيند وخصمه شارلمان. عنوان أول إصدارات هذه السلسلة هو إنجيل السيف والذي نشر سنة 2010. الجزء الثاني وعنوانه أسياد الأرض، تم نشره سنة 2012 بينما نشر الجزء الثالث، رمح القدر، في شهر ماي 2013. آرثر بالدر هو أيضا مخرج سينمائي ومسؤول عن البحوث حول إسبانيا الصغيرة كما أنه مؤلف لعدة أفلام وثائقية تضهر لأول مرة تاريخ الهجرة الإسبانية بمدينة نيويورك.
عرض فيلمه الوثائقي عن الفن المعاصر، سيريا وتنطق ثيريا، لأول مرة بمتحف الفن الحديث بنيويورك]] (متحف الفن الحديث (نيويورك)) برعاية تيلفونيكا في شهر ماي 2013 وبمارتن غروبيوس باو ببرلين]] يوم 10 نوفمبر/ تشرين الثاني 2013.

## سيرة

### اليكانتي
ولد ارثر بالدر في أليكانتي. انتقل في أوائل 90 إلى فالنسيا لإجراء دراسات في التاريخ، فقه اللغة الألمانية والصحافة، مع مواصلة التداريب الموسيقية في المعهد الموسيقي للمدينة. ابتدأ هناك عمله كمحرر ثقافي في صحيفة المحافظات Las provincias. شارك كناقد للموسيقى الكلاسيكية في مجلات مختصة أمثال شيزرو Scherzo وعدة منشورات الأخرى للجنرلتات الفالنسيانا المخصصة لقصر الموسيقى في فالنسيا.

### فالنسيا
بعد فترة وجيزة، بدأ دراسته في مدرسة الفنون الجميلة في جامعة البوليتكنيك في فالنسيا. ومع أنه لم يكمل دراسته، إلا انه شارك في عدة معارض فنية بفالنسيا. في شتنبر 2004, تم نشر أول أعماله الأدبية "حجر الملك"، رواية تستهدف الجمهور الناشئ وتدور أحداثها في جو رائع أيام العصور الوسطى. وبسبب نجاحها الكبير، تم اقتناؤها من قبل راندوم هاوس موندادوري حيث سحبت من الأسواق وتم إعادة إصدارها سنة 2011

### نيويورك
هاجر آرثر بالدر إلى الولايات المتحدة الأمريكية سنة 2008 واستقر في مدينة نيويورك. ابتداء من تلك اللحظة، وبموازاة مع إنتاجاته الأدبية، قام بدراسة السينما والإخراج، مسيرة توجت بإصدار أفلام وثائقية حول الهجرة الإسبانية بمدينة نيويورك «إسبانيا الصغيرة وحكايات الشارع 14» بالإضافة لفيلم السيرة الذاتية للرسام الإسباني، خوسيه مانويل سيريا، جار لآرثر بالدر مستقر بالقرية الغربية منذ 2005

## مسار
آرثر بالدر هو مؤلف لعدة كتب للجمهور الناشئ، نشر وتوزيع راندوم هاوس في إسبانيا وأمريكا الجنوبية. ملحماته من الخيال التاريخي المصدرة من قبل إيداسا Edhasa, مستوحاة من أبطال جرمان أمثال آرمينيوس أيام روما القديمة، أو الدوق السكسوني فيدويكند والذي قاد التمرد ضد الإمبراطور شرلمان في بدايات العصور الوسطى. ترجمت كتبه لعدة لغات من بينها: الهولندية، الإيطالية، الفرنسية، الرومانية، البولندية، الكاتالونية.

### إسبانيا الصغيرة
في عام 2010, قام آرثر بالدر بكتابة وإخراج فيلم وثائقي حول إسبانيا الصغيرة. عاش بالدر في مقر الجمعية الخيرية الإسبانية المتواجد بشارع 14 بمنهاتان أكثر من سنة كفنان مقيم. في هذه الفترة، اكتشف ملفات لم يسبق عرضها قط. ملفات تضهر لأول مرة تطور شوارع إسبانيا الصغيرة منذ ظهورها وعلى مدى أكثر من قرن من تاريخ مانهاتان. هذا الفيلم الوثائقي يكشف عن تاريخ، كان لحد الساعة غير معروف من قبل العامة، الوجود الإسباني بمدينة نيويورك واستقرار هذه الجالية بضواحي غرب الشارع 14 المعروفة بإسبانيا الصغيرة. جمع هذا الملف أكثر من 450 صورة و150 وثيقة. لم يسبق نشرها من قبل. قدم هذا الوثائقي ولأول مرة تاريخ الحي الإسباني بمنهاتان طيلة القرن XX
الفيلم هو مخصص لفيديريكو غارسيا لوركا ويشمل أبياتا من قصيدته شاعر في نيويورك.

### متحف الفن الحديث
تم عرض ولأول مرة بمتحف الفن الحديث متحف الفن الحديث بنيويورك شهر ماي 2013 فيلمه الوثائقي حول الفن المعاصر «سيريا وتنطق ثيريا» بدعم من تيليفونيكا و.م.أ. هذا الوثائقي عرف مشاركة من أهم نقاد الولايات المتحدة كمتحف الفن الحديث كالماركسي دونالد كوسبيت فضلا عن أعضاء من رواق جاجوسيان Gagosian Gallery. الإنتاج يتضمن لقطات في فالنسيا، بورتو، تورونتو، أماريلو (تكساس) غوادالاخارا (المكسيك) ونيويوك

## الجوائز والأوسمة
1. الجائزة الدولية للرسم المعاصر لمدينة ماينز ألمانيا (2001).
2. الجائزة الدولية الإسبانية الأمريكية، بالولايات المتحدة الأمريكية، (2012).
3. جائزة عمل فني كامل من جمعية فاكنر بأليكانتي لساجا تويتبوغ
4. جائزة الذكرى المئوية الثانية ليتشارد فاغنر 2013 من جمعية فاكنر بأليكانتي

## الأدب

### ساجا تويتوبورغ
حازت على جائزة عمل فني كامل من جمعية فاكنر بأليكانتي سنة 2013
1. آخر الشيروسكيين 2005
2. محرر جرمانيا 2006
3. معركة المصير 2007
4. غسق الآسات 2013

### أخبار فيدوكند
1. إنجيل السيف، ايداسا 2010.
2. أسياد الأرض، ايداسا 2012.
3. رمح القدر، ايداسا 2012.

### ثلاثية كوردي
1. كوردي ومجلس اللوردات، راندم هاوس مونداري 2007
2. كوردي وصولجان شارلمان، راندم هاوس مونداري 2009
3. كوردي ومصاص دماء غوتلاند، راندم هاوس مونداري 2011

### إصدارات أخرى
1. تكريم كوبريك. رواق مورو، 2011
2. خاتم نيبلونك. رواق ارغجنتا، 2003
3. حجر الملك ISBN 84-934076-0-7
4. حجر الملك 2011 راندم هاوس مونداري

### الأفلام
• الموت السريع (2003)
• الحد (2004)
• فيدوكند (2009)
• إسبانيا الصغيرة (2010)
• حكايات الشارع 14 (2011)
```
سيريا وتنطق ثيريا (2013)
```

## وصلات خارجية
- الموقع الرسمي
- آرثر بالدر على موقع IMDb (الإنجليزية)
- Official website for Widukind
- Official website for Teutoburg
- Official website for Ciria pronounced thiria